# Корчмин
Корчмин, Корчман — річка  в Україні, у Літинському й Вінницькому  районах Вінницької області, ліва притока Вишні   (басейн Південного Бугу).

## Опис
Довжина річки 6,2 км., площа басейну 9,2 км². У річку впадає декілька безіменних струмків, споруджено ставки.  

## Розташування
Бере  початок на північно-східній околиці Дашківці. Тече переважно на південний схід і у селі Ксаверівці впадає у річку Вишню, праву притоку Південного Бугу. 
Річку перетинає автомобільна дорога М12